# یوزان نگیشی

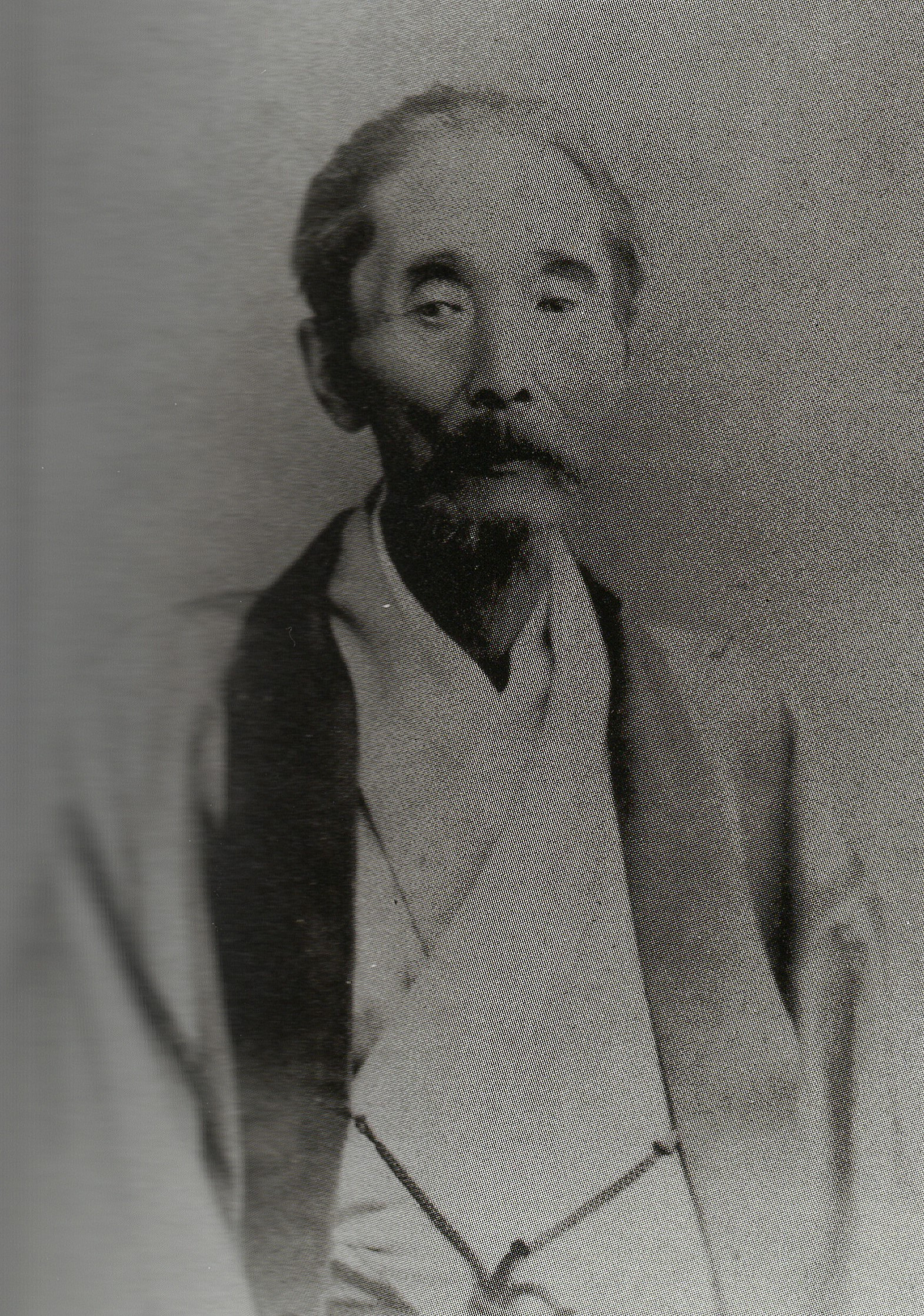

نگیشی یوزان (به ژاپنی: 根岸 友山 ねぎし ゆうざん)، تولد ۱۸۱۰، مرگ ۳ دسامبر ۱۸۹۰، عضوی از میبو روشیگومی و مدیر قلمرو شونای، و عضو شینچوگومی بود. نام واقعی او بانشیچی، تخلص ادبی او تومویاما و نام کوچک او شینسوکه بود.